# Bojan Jorgačević
Bojan Jorgačević, cyr. Бојан Јоргачевић (ur. 12 lutego 1982 w Belgradzie) – serbski piłkarz grający na pozycji bramkarza, reprezentant kraju.

## Kariera

### Kariera klubowa
Jest wychowankiem FK Rad. Do kadry pierwszej drużyny dołączył w 2002 roku. Od stycznia do lipca 2003 roku przebywał na wypożyczeniu w Dinamie Pančevo. W 2007 roku został zawodnikiem belgijskiego KAA Gent. W rozgrywkach Eerste klasse zadebiutował 5 sierpnia 2007 w wygranym 4:1 meczu przeciwko drużynie Excelsior Mouscron. W 2011 roku stał się zawodnikiem Clubu Brugge. Kwota transferu wyniosła około milion euro. W 2013 roku przeszedł do Kayseri Erciyessporu.

### Kariera reprezentacyjna
W reprezentacji Serbii zadebiutował 17 listopada 2010 w meczu przeciwko Bułgarii (1:0).

### Statystyki
| Sezon     | Klub                | Liga                         | Mecze | Gole |
| --------- | ------------------- | ---------------------------- | ----- | ---- |
| 2002/2003 | FK Rad              | Prva liga FR Jugoslavije     | 2     | 0    |
| 2002/2003 | Dinamo Pančevo      | Druga Liga Sever             | 17    | 0    |
| 2003/2004 | FK Rad              | Srpska grupa                 | 24    | 0    |
| 2004/2005 | FK Rad              | Srpska grupa                 | 30    | 0    |
| 2005/2006 | FK Rad              | Prva liga Srbije i Crne Gore | 14    | 0    |
| 2006/2007 | FK Rad              | Prva liga Srbije             | 32    | 0    |
| 2007/2008 | KAA Gent            | Eerste klasse                | 34    | 0    |
| 2008/2009 | KAA Gent            | Eerste klasse                | 33    | 0    |
| 2009/2010 | KAA Gent            | Eerste klasse                | 29    | 0    |
| 2009/2010 | KAA Gent            | Eerste klasse Play-Off       | 10    | 0    |
| 2010/2011 | KAA Gent            | Eerste klasse                | 29    | 0    |
| 2010/2011 | KAA Gent            | Eerste klasse Play-Off       | 4     | 0    |
| 2011/2012 | KAA Gent            | Eerste klasse                | 7     | 0    |
| 2011/2012 | Club Brugge         | Eerste klasse                | 26    | 0    |
| 2012/2013 | Club Brugge         | Eerste klasse                | 12    | 0    |
| 2013/2014 | Kayseri Erciyesspor | Süper Lig                    | 19    | 0    |
| 2014/2015 | Lewski Sofia        | A PFG                        | 8     | 0    |
| 2015/2016 | Lewski Sofia        | A PFG                        | 35    | 0    |
| 2016/2017 | Lewski Sofia        | A PFG                        | 21    | 0    |